# Akinori Ichikawa
Akinori Ichikawa (市川 暉記 Ichikawa Akinori?), född 19 oktober 1998 i Kanagawa prefektur, är en japansk fotbollsspelare.
Ichikawa började sin karriär 2017 i Yokohama FC. 2019 blev han utlånad till Gainare Tottori. Han spelade 10 ligamatcher för klubben. Han gick tillbaka till Yokohama FC 2020.